# Адамкевич, Марек
Марек Януш Адамкевич (пол. Marek Janusz Adamkiewicz; 21 ноября 1957, Щецин) — польский диссидент, участник студенческих протестов в ПНР, активист Независимого союза студентов. Лидер Академического движения сопротивления в первые месяцы военного положения. Интернирован после майских протестов 1982. В 1984—1986 отбывал заключение за отказ от службы в армии. Состоял в Солидарности и Движении «Свобода и мир». Участвовал выборах 1989. В Третьей Речи Пополитой — бизнесмен, менеджер, профсоюзный и общественный деятель.

## Студент-активист
С отличием окончил среднюю школу в Щецине. В 1976 переехал во Вроцлав, поступил на физический факультет Вроцлавского университета. С юности придерживался национал-демократических антикоммунистических взглядов, был сторонником демократии, противником правящей компартии ПОРП.
После гибели Станислава Пыяса в 1977 Марек Адамкевич активно участвовал в создании Студенческих комитетов солидарности (SKS). В этой связи находился под плотным наблюдением Службы госбезопасности (СБ). В мае 1978 из-за бытовой ссоры на вокзале Адамкевич подрался с двумя сотрудниками СБ, был задержан и избит милицией. Был исключён из университета, привлечён за «хулиганство», получил 540 часов исправительных работ. Вернулся в Щецин, попытался поступить в Политехнический университет, но получил отказ из-за причастности к SKS. Поступил в Педагогический университет, учился на преподавателя математики.
В Щецине Марек Адамкевич продолжал деятельность в SKS, установил также контакты с КОС-КОР, KPN и ROPCiO. В августе 1980 года Марек Адамкевич активно поддержал забастовочное движение и независимый профсоюз Солидарность. Участвовал в создании Независимого союза студентов (NZS), редактировал издания NZS. В ноябре 1981 года возглавлял в Щецине студенческий забастовочный комитет. Участвовал в деятельности радикально антикоммунистического Щецинского профцентра «Солидарности».

## Подполье и интернирование
13 декабря 1981 в Польше было введено военное положение. «Солидарность» и NZS запрещены, многие активисты интернированы. Марек Адамкевич участвовал в забастовке Щецинской судоверфи. После её подавления перешёл на нелегальное положение.
Марек Адамкевич организовал студенческую группу Академическое движение сопротивления (ARO). В материалах Службы госбезопасности Адамкевич характеризовался как «духовный лидер группы». Активисты ARO вели антикоммунистическую агитацию, издавали подпольный бюллетень, участвовали в уличных протестах и столкновениях с ЗОМО 3 мая 1982.
8 мая 1982 Марек Адамкевич был интернирован. Соответствующее постановление подписал воеводский комендант милиции полковник Верниковский. Он особо отмечал, что пребывание Адамкевича на свободе «представляет угрозу государственной безопасности и общественному порядку, он способен осуществлять деятельность, направленную против политических интересов ПНР, и вызывать нарушения в национальной экономике». Тогда же при странных обстоятельствах умер его брат Веслав. Марек получил отпуск на похороны, но вернулся в лагерь — находиться там ему и семье было спокойнее, нежели в подполье.
В лагерях интернирования Марек Адамкевич находился около полугода — до 27 ноября 1982. Содержался вместе с Яцеком Чапутовичем, обсуждал с ним перспективы NZS. После освобождения отошёл от подполья, вернулся на учёбу в Педагогический университет.

## Заключение и Движение
Осенью 1984 года Марек Адамкевич был призван на службу в армию. Он отказался приносить присягу, в которой говорилось о защите коммунистического режима ПОРП («народной власти») и союзе с иностранной — советской — армией. Адамкевич был арестован. 18 декабря 1984 военный гарнизонный суд Щецина приговорил его к двум годам шести месяцам заключения. Это был первый в ПНР случай реального тюремного срока за отказ от армейской службы.
Арест Марека Адамкевича всколыхнул молодёжные выступления. В марте 1985 года шла студенческая голодовка протеста в костёле Святого Кшиштофа города Подкова-Лесьна. При поддержке Яцека Куроня 14 апреля в Кракове было учреждено Движение «Свобода и мир» (WiP) — организация ненасильственного уличного протеста (часто в форме хэппенингов).
8 сентября 1986 Адамкевич был освобождён по амнистии. Он активно примкнул к WiP, вошёл в руководство движения, возглавлял группу в Щецине. Участвовал во многих акциях — например, голодовке в Быдгоще и демонстрации на крыше щецинского кинотеатра «Космос» в защиту политзаключённых, маршах против атомной энергетики под влиянием Чернобыльской аварии. WiP стала одной из самых активных организаций протестного движения в Польше второй половины 1980-х.

## В новой Польше
После отстранения ПОРП от власти и преобразования ПНР в Третью Речь Посполитую Марек Адамкевич занимался бизнесом, менеджментом, профсоюзной и общественной деятельностью. В 1990 был соучредителем Ассоциации сухого пива. В 1996—1998 руководил строительной компанией, потом управлял муниципальным стадионом в Щецине. Был председателем первичной организации профсоюза «Солидарность». На президентских выборах 1995 года поддерживал Яцека Куроня.
В современной Польше Марек Адамкевич считается «полулегендарной фигурой», вдохновителем создания такой значимой организации, как WiP. Щецинское отделение Института национальной памяти издало сборник бесед с Адамкевичем. Сам он придаёт важное значение «свидетелям истории» и напоминает, что «победа над коммунизмом была бы невозможна без коллективных усилий».
Среди личных качеств Марека Адамкевича знающие его люди называют не только убеждённость и отвагу, но также дружелюбие, готовность помочь, терпимость и «умение слушать друзей и врагов». Адамкевич убеждён, что преследования и лишения времён подполья и тюрьмы вполне оправданы целями и результатом борьбы.
В 2007 президент Лех Качиньский наградил Марека Адамкевича Офицерским крестом ордена Возрождения Польши.